# Jeff Bezos
Jeffrey Preston Bezos, noto come Jeff Bezos (nato Jeffrey Preston Jorgensen) (Albuquerque, 12 gennaio 1964), è un imprenditore e ingegnere statunitense.

Firma di Jeff Bezos

È il fondatore, proprietario e presidente del gruppo Amazon, la più grande società di commercio elettronico al mondo, nonché il fondatore e amministratore delegato di Blue Origin, società attiva nei voli spaziali, ed il proprietario del Washington Post.
Secondo la rivista Forbes, al 28 giugno 2025 risulta essere la quarta persona più ricca al mondo, con un patrimonio stimato di 237 miliardi di dollari.

## Biografia

### Infanzia
Nasce con il nome di Jeffrey Preston Jorgensen il 12 gennaio 1964 ad Albuquerque, nel Nuovo Messico, da Jacklyn Gise, una ragazza di 17 anni che frequentava ancora le scuole superiori, e Ted Jorgensen, un ragazzo di un anno più grande. Il loro matrimonio dura poco più di un anno. Nell'aprile 1968, quando Jeff ha quattro anni, la madre si risposa con Miguel "Mike" Bezos, un cubano emigrato negli Stati Uniti a 16 anni, il quale adotta Jeff dandogli il suo cognome.
Dopo il matrimonio, la famiglia si trasferisce a Houston, nel Texas, dove Miguel diventa un ingegnere di Exxon. Jeff frequenta la scuola elementare River Oaks di Houston mostrando già un certo interesse per la tecnologia: in questi anni installa un allarme elettrico per tenere lontani i fratelli più piccoli dalla sua stanza. In seguito la famiglia si trasferisce a Miami, in Florida, dove Jeff frequenta il Miami Palmetto High School ed in seguito all'Università della Florida frequenta un corso di formazione scientifica per studenti ricevendo, nel 1982, il Silver Knight Award.
Si laurea presso l'Università di Princeton nel 1986 in Ingegneria Elettronica, più precisamente in "Electrical Engineering and Computer Science", corso di laurea col quale veniva identificata ingegneria elettronica a Princeton prima del 1985 (fuori dall'Italia, sono definite "Electrical Engineering" sia ingegneria elettronica sia ingegneria elettrica; talvolta viene fatta distinzione con "Electrical and Computer Engineering" ed "Electrical and Power Engineering"), poi lavora a Wall Street nel settore informatico, quindi alla costruzione di una rete per il commercio internazionale di una società conosciuta come Fitel, poi alla Bankers Trust, e, per finire, in una società finanziaria di hedge funds di New York, la DE Shaw & Co.

### Amazon.com
Nel 1994 Bezos decide di lasciare il suo lavoro da 223000 $ annui per fondare nel garage di casa sua, a Seattle, Cadabra.com, dopo aver redatto il business plan del progetto in un viaggio in fuoristrada da New York a Seattle, business plan in cui prevede di non fare profitti per i primi 4-5 anni. L'azienda, subito ribattezzata Amazon.com dal nome del Rio delle Amazzoni, incomincia nel luglio 1995 come libreria online, offrendo una scelta di titoli maggiore rispetto a qualsiasi altro grande negozio di libri o di ditta specializzata nella vendita per corrispondenza.
L'investimento da parte dei genitori di Bezos, Jaklyn Gise Besos (madre biologica) e Miguel "Mike" Besos (padre adottivo), per una cifra che ammontava a circa 250,000$ fu cruciale per lo slancio iniziale dell'azienda. 
Il primo libro venduto da Amazon fu Fluid Concepts & Creative Analogies: Computer Models of the Fundamental Mechanisms of Thought di Douglas Hofstadter (era il 15 luglio 1995). In pochi anni amplia il catalogo, iniziando a vendere anche articoli come DVD, videogiochi, macchine fotografiche ed elettrodomestici. Negli anni allarga sempre di più la sua offerta, fino ad offrire praticamente qualsiasi genere di articolo e ad avere nel 2018 un catalogo di oltre 500 milioni di articoli distinti in vendita sulle 13 piattaforme attive nel mondo.
Il 15 maggio 1997 Amazon.com entra nel mercato azionario, sul NASDAQ, con il simbolo AMZN. Nel novembre 2005 Amazon entra nell'indice S&P 500, sostituendo la vecchia AT&T.
Nel 2005 vara Amazon Prime, un servizio premium di consegna (a pagamento). Nel 2006 prende vita Amazon Fresh per la consegna a domicilio di prodotti alimentari. Nel 2007 crea il lettore di ebook Kindle; quattro anni più tardi crea il Kindle Fire, un tablet concorrente all'iPad di Apple.
Nel 2010 vara Amazon Studios, investendo più di 4,5 miliardi di dollari per produrre film e telefilm. Nel 2015 viene dato un Golden Globe per la serie tv Transparent e nel 2017 due Oscar con il film Manchester by the sea. L'anno dopo crea Amazon Instant Video per film on demand in streaming.
Il 6 novembre 2014 lancia Amazon Echo, marchio di speakers a comando vocale con un assistente virtuale integrato. Precedentemente lo stesso anno, il 25 luglio, aveva lanciato Fire Phone, smartphone con cui Amazon sarebbe dovuta entrare con forza nel settore della telefonia mobile; tuttavia il cellulare fu un fallimento, e la compagnia interruppe la sua produzione già ad ottobre, dichiarando di avere ancora una quantità di tali dispositivi non venduti dal valore di oltre 83 milioni di dollari.
Nel 2016 sperimenta Amazon Prime Air, un servizio di spedizioni con droni, e nel 2018 sperimenta a Seattle il primo supermercato completamente automatizzato, Amazon Go.
Il 2 febbraio 2021 Jeff Bezos ha annunciato che nel corso del terzo trimestre del 2021 avrebbe lasciato il ruolo di amministratore delegato ad Andy Jassy, già AD di Amazon Web Services dal 2016, per diventare Presidente esecutivo della società. Tale passaggio di carica è avvenuto ufficialmente il 5 luglio, quando è stato comunicato l'avvicendamento nel ruolo di CEO di Amazon; lo stesso giorno Jassy ha lasciato il ruolo di amministratore delegato di Amazon Web Services, cedendo il suo posto ad Adam Selipsky, che lo stava già affiancando dal 17 maggio dello stesso anno.

### Blue Origin
Nel 2000, Bezos, nominato nel 1999 dal settimanale Time persona dell'anno, fonda Blue Origin, società di start up per voli spaziali umani. Un'operazione tenuta segreta fino al 2006 quando acquista molti terreni nel Texas occidentale per costruirvi un impianto di lancio e test. Nel 2014 ha perso un prototipo di veicolo senza pilota durante un volo di prova, nel novembre 2015 il veicolo spaziale Shepard di Blue Origin vola con successo nello spazio raggiungendo la quota prevista di 100 chilometri di distanza prima di eseguire un atterraggio verticale presso il sito di lancio. Sono in costruzione sei veicoli. Pianificò i primi voli di turismo spaziale per il 2019.
Pensa anche a creare un insediamento umano perenne sulla Luna. L'idea è di fornire entro il 2025 i mezzi necessari per il trasporto di mezzi e persone sul satellite in modo che qualcun altro possa poi trasferire sulla Luna l'industria pesante trasformando la Terra in un luogo esclusivamente residenziale e lasciandovi l'industria leggera.

### The Washington Post
Nell'ottobre 2013, consigliato dal suo amico Don Graham, Bezos compra per 256 milioni di dollari in contanti il Washington Post, il quotidiano che ha segnato la storia degli USA con scoop come quelli sul Watergate, che all'epoca impiegava 800 giornalisti e aveva i conti economici in affanno. Nell'operazione Amazon.com non viene coinvolto, ma fonda una nuova società, denominata Nash Holdings Inc. Nel 2016, il quotidiano è tornato in utile, guadagna con gli abbonamenti e progetta un'ulteriore espansione.

### Bezos Expeditions
Bezos effettua investimenti attraverso una sua società di venture capital, Bezos Expeditions. È stato uno dei primi azionisti di Google quando nel 1998 vi ha investito 250.000 dollari. Con quell'investimento ha acquisito più di 3 milioni di azioni Google che nel 2017 risultavano di valore pari a 3,1 miliardi di dollari.

### Whole Foods Market
Nel giugno 2017 rileva per 14 miliardi di dollari Whole Foods Market, una catena di supermercati fondata nel 1978 ad Austin, in Texas, e famosa nel mondo anglosassone per il cibo biologico e i prodotti freschi, con 460 negozi sparsi negli Stati Uniti, Canada e Regno Unito.

### PillPack
Il 28 giugno 2018 rileva per circa un miliardo di dollari la farmacia americana on line PillPack, specializzata nel preparare in maniera personalizzata le medicine che richiedono la ricetta e spedirle a domicilio. Il settore sanitario interessa Bezos, il quale già in passato aveva investito in Unity Biotechnology, una società di ricerca sull'estensione della vita con la speranza di rallentare o fermare il processo di invecchiamento, Grail, Juno Therapeutics e ZocDoc. Nel gennaio 2018 la Amazon di Bezos è coinvolta con la holding Berkshire Hathaway di Warren Buffett e la banca JPMorgan Chase in un nuovo servizio di assistenza sanitaria riservato per il momento ai dipendenti (1,2 milioni) delle tre società.

### Metro Goldwyn Mayer
Nel mese di maggio del 2021 Amazon ha avviato le trattative con Anchorage Capital Group per l'acquisizione della Metro-Goldwyn-Mayer facendo un'offerta di circa 9 miliardi di dollari. La trattativa per l'acquisizione della MGM da parte di Amazon si conclude dopo alcuni giorni per 8,45 miliardi di dollari. A marzo del 2022 MGM viene ufficialmente acquisita da Amazon.

### Altre attività
Nel 2016 Bezos ha interpretato un ufficiale della Flotta Stellare nel film Star Trek Beyond. In seguito è entrato a far parte del cast e della troupe in una proiezione del San Diego Comic-Con International.

## Vita privata
Nel 1993 si è sposato con MacKenzie Tuttle, conosciuta l'anno prima negli uffici di New York della DE Shaw & Co. La coppia ha vissuto a Seattle ed ha avuto quattro figli, di cui uno adottato in Cina. Nel gennaio 2019, dopo 26 anni di matrimonio, è stato annunciato il divorzio. L'accordo è stato raggiunto ai primi di aprile del 2019: Bezos ha versato alla moglie 36 miliardi di dollari (il 4% di Amazon, di cui il 12% rimane all'ex marito), che l'hanno resa la terza donna più ricca al mondo secondo Forbes. Il suo divorzio è stato il più costoso della storia. In seguito Bezos ha iniziato una relazione con Lauren Sánchez, con la quale si è sposato il 27 giugno 2025 a San Giorgio Maggiore celebrando la luna di miele in Sicilia a Taormina.

### Politica
Nel 2012 la famiglia Bezos ha donato 2,5 milioni di dollari a favore della campagna dello Stato di Washington per legalizzare il matrimonio tra persone dello stesso sesso. Bezos ha criticato Donald Trump durante le elezioni presidenziali del 2016.

### Filantropia
Bezos sostiene i suoi sforzi filantropici attraverso donazioni dirette, progetti no-profit finanziati da Bezos Expeditions e altre organizzazioni caritatevoli. Attraverso Bezos Expeditions ha finanziato il Bezos Center for Innovation al Museo di storia e industria di Seattle per 10 milioni di dollari e Bezos Center for Neural Circuit Dynamics al Princeton Neuroscience Institute per 15 milioni di dollari. Ha donato più volte al Fred Hutchinson Cancer Research Center: 10 milioni di dollari nel 2009, 20 milioni nel 2010, 15 milioni nel 2011 e 35 milioni nel 2017. Ha anche donato 800.000 dollari a Worldreader, un non-profit, fondato da un ex dipendente di Amazon. Nel 2015 ha finanziato il recupero dal fondo dell'Oceano Atlantico di due motori F-1 Rocketdyne Saturn V del primo stadio, che sono stati identificati come appartenenti allo stadio S-1C della missione Apollo 11, che nel luglio 1969 portò i primi uomini sulla Luna. Il motore è in mostra al Museo del Volo di Seattle.
Il 23 maggio 2017 ha donato 1 milione di dollari al Reporters Committee for Freedom of the Press, il comitato che fornisce servizi legali pro bono per proteggere i diritti dei giornalisti americani. Nel gennaio 2018 ha donato 33 milioni di dollari a TheDream.US, un fondo per borse di studio a favore di immigrati privi di documenti portati negli Stati Uniti quando erano minorenni. Nel giugno 2018 Bezos ha anche elargito una somma a "Breakthrough Energy Coalition" di Bill Gates, una coalizione filantropica privata volta a promuovere l'energia senza emissioni.